# 普門寺 (藤沢市)
普門寺（ふもんじ）は神奈川県藤沢市本鵠沼にある高野山真言宗の寺。相模国準四国八十八箇所のうち第四十七番札所と第八十八番結願の札所がある。1872年（明治5年）から1913年（大正2年）まで、藤沢市立鵠沼小学校の前身である鵠沼学舎、尋常高等鵠沼小学校が置かれていた。

## 歴史
密巌山遍照院普門寺と号し、高野山真言宗（古義真言宗）に属しているが、もと藤沢・大鋸の感應院三十二か寺の一つであった。過去帳によると、享禄元年（1528年）5月、感應院三五代権大僧都良元（良元僧都）が、唐土ヶ原（平塚市）に一寺を創建、十一面観音像を本尊としたという。その後、元和3年（1617年）3月、元朝阿遮梨が、砥上ヶ原の現地に再興開基し、本尊を不動明王像とした。元本尊の十一面観音像は、寺の東方に離れて観音堂を建立して安置した。

## 伽藍
- 本堂
木造瓦葺きの現本堂が中興・生田浄耕により建立されたのは1878年（明治11年）5月11日のことであった。13日、遷仏式が挙行された。その後1982年（昭和57年）5月4日に本堂を改修し、客殿・庫裏を新築した。
  - 本尊 – 木造不動明王二童子立像で本堂正面の須弥壇上に安置。造立年代は不明であるが、中世末か近世初期頃の作とされる。
    - 中尊 – 不動明王像高約50cm、光背高さ99cm、寄木造。
    - 脇侍 – 矜羯羅童子像高約34cm前後の一木造。
    - 脇侍 – 制吒迦童子像高約34cm前後の一木造。

  - 木造両部大日如来坐像
    - 金剛界（智恵）大日如来は智拳印
    - 胎蔵界（慈悲）大日如来は法界定印
共に像高45cm前後の寄木造で江戸時代、鎌倉扇谷の後藤仏師の作。

  - 木造弘法大師坐像 – 相模国準四国八十八箇所第八十八番結願の札所。
  - 木造阿弥陀如来立像 – 鎌倉扇谷の後藤仏師の作。
胎内に明和2年（1765年）作の『大乗妙典奉納帳』と明和6年（1769年）作の『四国中奉納大乗妙典日本廻国霊場』を納める。
  - 木造地蔵菩薩立像、愛染明王像等々がある。
  - 仏画
    - 両界曼荼羅、愛染明王、不動明王（兆殿司作）

  - 半鐘 – 宝暦3年（1753年）四十二世相應の時に寄進された。
施主は鵠沼村の観音講中、地蔵講中、光明真言講中。作は江戸西村の和泉守時政。
- 鐘楼
  - 梵鐘 – 寛政3年（1791年）11月、東都鋳工、西村和泉守藤原時政、発願主 阿遮梨智英の梵鐘があったが、太平洋戦争のとき供出し、現在のものは1974年（昭和49年）鋳造のものである。
- 准四国八十八箇所供養塔
  - 山門を入った右側、総高約3.3m、四段の基石上に平頭角柱型塔。文政10年（1827年）3月1日光明真言総講中が建立。
四国有八十八霊場、路遠而容易難巡拝、予也謀之同志、菅小揚揚於高坐鎌倉地者亦八十八場也、吾幾盡心矣若有信輩能巡拝之、則巡拝四国其又何異也可謂一大事勲成矣、興非吾勲也、実同志勲也、乃建此塔唱光明真言三千三百万面當其供養面巳矣、浅場野翁識
- 大師堂
  - 石造弘法大師坐像を安置 – 準四国八十八箇所四十七番札所
- 祇園天王堂 – 牛頭天王
江戸時代、疫病が流行したときに造立された。7月14日、祇園天王祭が催される。
- 山門 – 木造瓦葺き

## 境外施設

### 歴代住持墓所
山門を出て藤沢市立鵠沼小学校正門前の道路を行った左側台上（本鵠沼5-2）にある。
- 法印権大僧都受元 – 三十五世、元禄15年（1702年）8月8日、入寂。巨大な五輪塔。
- その右側にも同様、巨大な五輪塔が立っている。
- 宥資上人墓碑 – 元和3年（1617年）6月12日入寂。笠塔婆型。
- 生田浄耕の墓 – 普門寺中興の祖。1898年（明治31年）7月17日64歳で入寂。四段の礎石の上に塔婆型の墓石。

### 大東観音堂
鵠沼小学校前交差点を東に入った藤沢市本鵠沼2-4-36にあった。現在は大東町内会館が建ち、その一室にかつての普門寺本尊だった十一面観音像が祀られている。
- 十一面観音像 – 高さ110cm、寄木造で厨子内に安置されている。
- 相模国準四国八十八箇所七十九番札所 – 町内会館の東側にある。赤く塗られたトタン葺き方形屋根の大師堂に石造弘法大師坐像が安置されている。

## 相模国準四国八十八箇所

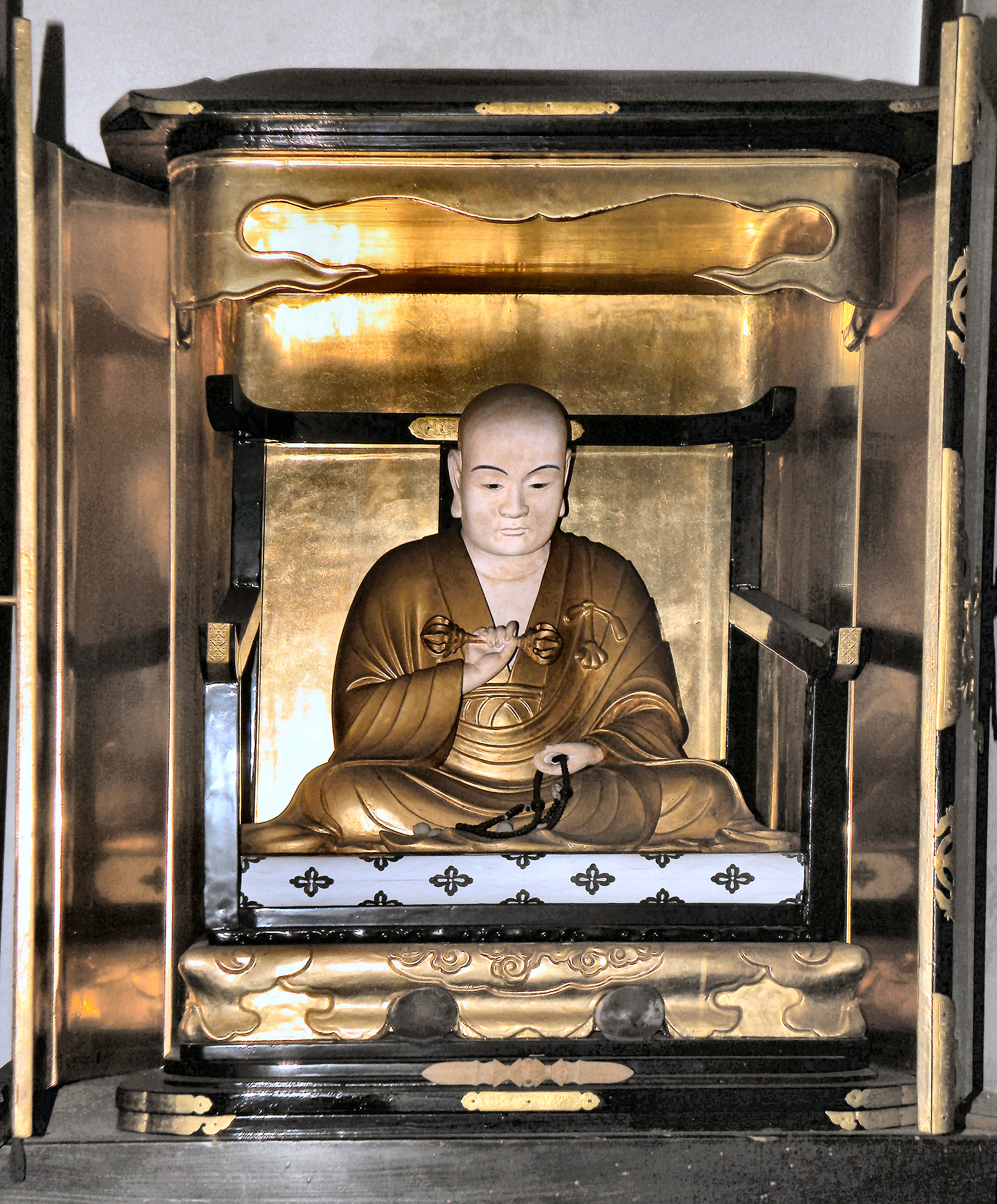
木像弘法大師坐像、結願札所

浅場太郎右衛門（鵠沼村最南部の堀川在住）は下総国利根川下流部に四国八十八箇所札所の砂を埋めた新四国八十八箇所相馬霊場があるのを知り、相模にも同趣旨の巡礼場を開設しようと普門寺の僧善応密師に相談、その候補地の選定と交渉を行った。文化14年（1817年）、善応の弟子で、当時大東の観音堂の庵主をしていた浄心に依頼して、四国八十八箇所の霊場の砂と宝印を集めさせた。それを現在の鎌倉市、横浜市泉区、藤沢市、茅ヶ崎市、寒川町にまたがる設定の場所に埋め、標示石を立てるとともに、大師像と御堂を建てた。しかし、太郎右衛門は霊場造営中途の文政10年（1827年）8月30日に没し、その遺業は、同名を襲名した子（弘化4年（1847年）9月12日没）に引き継がれた。太郎右衛門親子二代の墓石の側面には、父の方に「願主の墓」、子の方に「土砂加持起願之墓」と刻してある。普門寺には四十七番札所と結願の八十八番札所がある。

## 壇信徒の高野山参拝
相模国と縁の深い高野山の塔頭、高室院の文書（寒川総合図書館・寒川文書館蔵）によると、正徳元年（1711年）6月21日から慶応3年（1867年）8月13日までの間に鵠沼村の村人延べ337人が63回にわたって高野山金剛峯寺に参拝している。うち普門寺僧と判明するのは8名である。この文書で注目すべきは、ほとんどの参拝者が姓を名乗っていることである。鵠沼村の村人は大多数が農家であった。

## 関連事項
- 鵠沼
- 藤沢市立鵠沼小学校
- 藤沢市内の寺院一覧